# 西南五月茶
西南五月茶（学名：Antidesma acidum）为大戟科五月茶属下的一个种。

## 扩展阅读
- 維基物種上的相關：西南五月茶